# Александър Спасов (писател от България)
Александър Спасов Планински известен като Александър Спасов е български детски писател и педагог.

## Биография
Александър Спасов е роден на 12 май 1879 в село Планиница, Област Перник. Спасов завършва Кюстендилското педагогическо училище през 1898 година. Учителства в селата около Радомир до 1913 година. От 1929 г. напуска Трета девическа гимназия, където работи и се посвещава само на издаването на сп. „Светулка“. Александър Спасов е редактор на детското списание „Светулка“ (1918 – 1947), както и на детската библиотека „Слънчеви лъчи“ (1919 – 1920). Починал през 1969 г.

## Творчество
- „Вълшебният пръстен“
- „Зловещата стомна“ (приказки, 1919; 1933)
- „Златни дни“ (избрани народни приказки, 1920)
- „При джуджетата“ (приказка, 1933)
- „Балканско чедо“ (пътни бележки, 1937)
- „Ганчо Луданчо“
- „Чудният дядо“[2]